# Мечинское сельское поселение
Мечинское сельское поселение — упразднённое в 2013 году муниципальное образование в Кишертском районе, Пермского края, Российской федерации.

## История
Законом Пермского края от 6 мая 2013 года № 196-ПК, Мечинское и Осинцевское сельские поселения преобразованы путём их объединения во вновь образованное муниципальное образование Осинцевское сельское поселение с административным центром в селе Осинцево.

## Население
| 2000 | 2004 | 2008 | 2009 | 2010 | 2011 | 2012 |
| ---- | ---- | ---- | ---- | ---- | ---- | ---- |
| 842  | ↘747 | ↘683 | ↘676 | ↘632 | ↗692 | ↘651 |
| 2013 |      |      |      |      |      |      |
| ↘642 |      |      |      |      |      |      |

## Состав сельского поселения
Сёла:
- Меча

Деревни:
- Красный Яр
- Занино
- Лопаиха
- Дом Отдыха Красный Яр
- Верх-Меча

## Достопримечательности
- Расположенный в 1 км от села в долинах рек Сылва и Мечинка Мечинский лес (площадь — 387 га) — особо охраняемая природная территория. Он состоит преимущественно из сосняка, с небольшой примесью ели сибирской, пихты и березы бородавчатой. С 12 янв. 2000 г. Мечинский лес является охраняемым ландшафтом регионального значения.